# Березовка (Вачський район)
Березовка (рос. Берёзовка) — село в Вачському районі Нижньогородської області Російської Федерації.
Населення становить 175 осіб. Входить до складу муніципального утворення Филінська сільрада.

## Історія
Від 2009 року входить до складу муніципального утворення Филінська сільрада.

## Населення
| 1859 | 1905 | 1926  | 1999 | 2002 | 2010 |
| ---- | ---- | ----- | ---- | ---- | ---- |
| 648  | ↗914 | ↗1102 | ↘292 | ↘221 | ↘175 |